# 워터맨 펜 컴퍼니

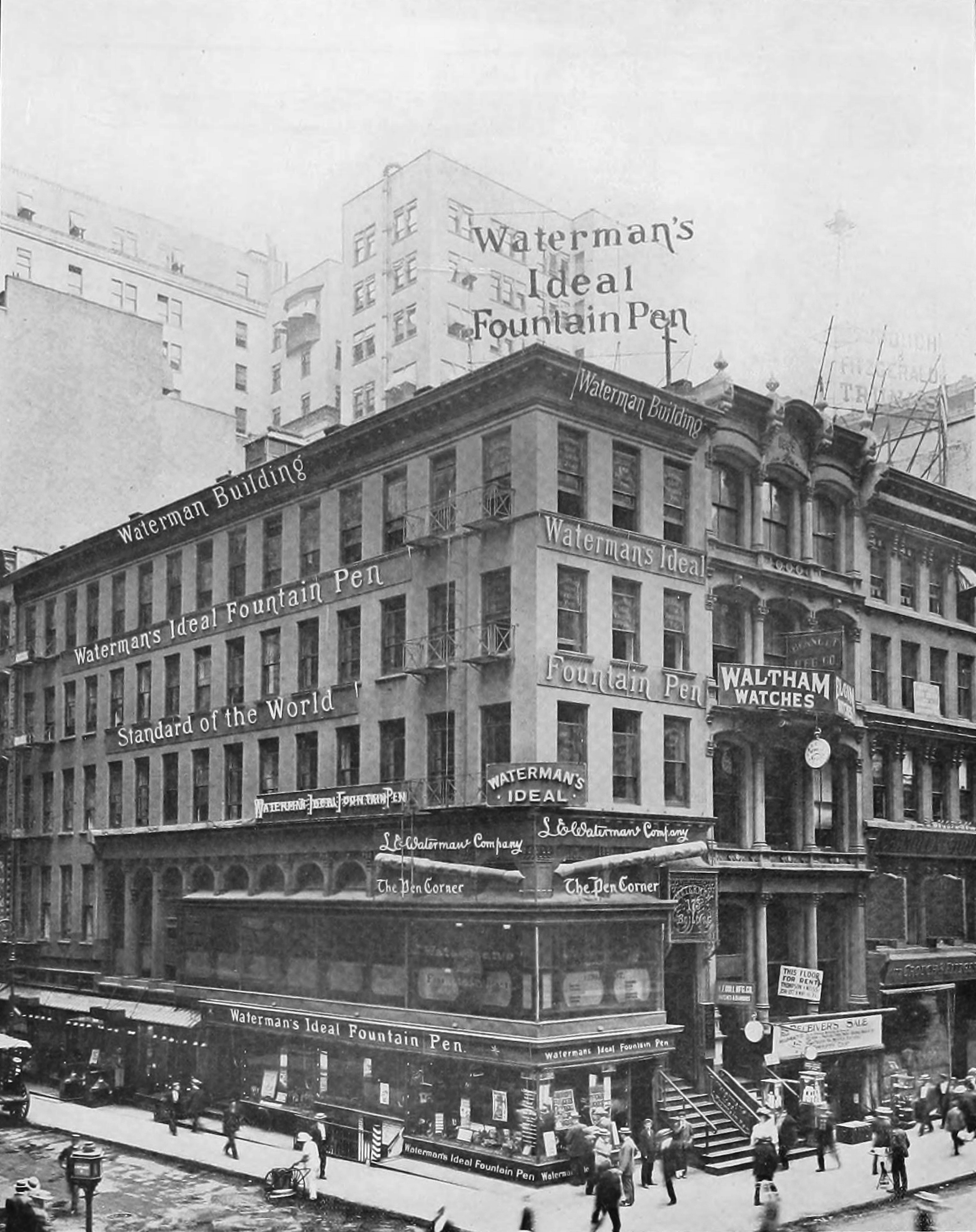

워터맨(프랑스어: Waterman)은 프랑스의 만년필을 제작하는 회사이다. 1884년에 뉴욕에서 루이스 에드슨 워터맨(Lewis Edson Waterman)에 의해 설립되었다. 최초의 만년필을 제조한 회사이다. Waterman S.A.는 2000년부터 미국의 그룹인 Newell Rubbermaid에 인수되었다.
미국의 만년필 제조사 파커 (기업)(PARKER) 사를 인수하였다.

## 역사
워터맨의 첫 번째 만년필 제조년도는 확실치 않다.

### 일화
1883년 뉴욕에서 보험 외판원으로 일했던 루이스 에드슨 워터맨은 계약 중 펜의 잉크가 흘러 계약을 망친 후, 잉크가 흐르지 않는 펜을 만들겠다고 결심한다. 마침내 펜 촉에 긴 홈을 파내어 잉크가 흐르지 않는 펜을 만들게 된다. 최초의 잉크가 흐르지 않는 펜 이후, 워터맨은 프랑스 특유의 독특한 디자인과 고급 귀금속을 사용하는 고급화 전략을 통해 품위를 지켜왔다. 또한 현재에도 15번 이상의 까다로운 수공작업을 거쳐 만년필을 제작하고 있다.